# Myrmica pilinodis
Myrmica pilinodis är en myrart som beskrevs av Motschoulsky 1863. Myrmica pilinodis ingår i släktet rödmyror, och familjen myror. Inga underarter finns listade i Catalogue of Life.